# Jon Hurwitz
Jonathan Benjamin „Jon“ Hurwitz (* 15. listopadu 1977 Randolph, New Jersey) je americký scenárista a režisér. Je absolventem Pensylvánské univerzity.
Společně s Haydenem Schlossbergem napsali scénář k filmům Zahulíme, uvidíme a Zahulíme, uvidíme 2, který i režírovali. Poprvé se setkali na střední škole v Randolph v New Jersey, kde se jim podařilo prodat svůj první scénář filmu Filthy filmové společnosti MGM. Poté, co se společně se Schlossbergem přestěhovali do Hollywoodu, začali svou kariéru v zábavním průmyslu.